# Кьолн (Берлин)
Кьолн или Кьолн на Шпрее (на немски: Cölln; Cölln an der Spree) е бивш град на остров Шпрееинзел, намиращ се срещу Стария Берлин (Alt-Berlin).
През Късното Средновековие тези 2 града се разрастват до сдвоения град Берлин-Кьолн и се развиват по-късно до днешниия обединен град Берлин.
Кьолн е споменат за пръв път в документ през 1237 г. Кьолн и Берлин имат общо кметство през 1309 г. и се съединяват в градска община през 1432 г.